# Simetit
Simetit ist die Bezeichnung für ein fossiles Harz vermutlich obermiozänen Alters von der Mittelmeerinsel Sizilien. Der Bernstein trägt zumeist eine Verwitterungskruste, die ihn schwarz erscheinen lässt. Ohne Verwitterungsrinde sind die dann transparenten Stücke stets rötlich bis tiefrot. Nicht selten fluoreszieren die Stücke blau oder grünlich.

## Geschichte
Geschichtsforscher folgerten aus den näheren Beschreibungsumständen des von Theophrastos von Eresos (372–287 v. Chr.) in seinem Werk Über die Steine erwähnten Lynkurion, dass es sich bei diesem Stoff sehr wahrscheinlich um Simetit handelte. Archäologische Ausgrabungen in Syrakus haben als Simetit identifizierte Bernsteinfunde hervorgebracht, die auf das 6./7. Jahrhunderts n. Chr. datiert wurden. Hingegen konnte für die Mutmaßung, dass es sich bei einigen Beigaben in altägyptischen Gräbern ebenfalls um Simetit handelt, bislang kein Nachweis geführt werden.
Gewiss ist, dass im 17./18. Jahrhundert lokale Sammlungen bestanden haben, mit denen unter anderem Johann Wolfgang von Goethe auf seiner Italienreise (1786–1788) in Berührung kam. Goethe erwähnt in diesem Zusammenhang die Sammlung im Palazzo Biscari in Catania. Diese Sammlungen haben indes die Zeit nicht überdauert. Bereits in einer Schrift vom Beginn des 19. Jahrhunderts von F. Ferrara, einem sizilianischen Naturwissenschaftler, wurden organische Einschlüsse in örtlich gefundenem Bernstein erwähnt.
Der Name Simetit geht auf Helm und Conwentz zurück, die das fossile Harz wissenschaftlich untersuchten und es in einer 1886 veröffentlichten Schrift nach dem südlich von Catania in das Mittelmeer mündenden Simeto benannten.

## Fundgebiet

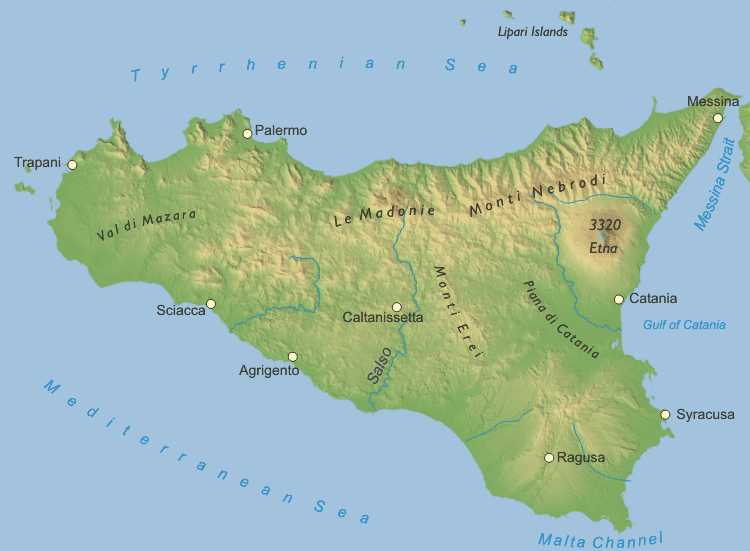
Das heutige Fundgebiet des Simetit ist die Meeresküste etwas südlich von Catania nahe der Mündung des Simeto; an der Südküste liegt etwa in der Mitte zwischen den Städten Agrigento und Gela die Mündung des Salso, der einst ebenfalls Simetit an die Küsten Siziliens gespült hat.

Aus historischen Berichten lässt sich herleiten, dass Simetit früher sowohl an den Küsten nahe der Mündung des Simeto als auch an der Südküste Siziliens, nahe der Mündung des Imera Meridionale bei Licata gefunden wurde. In angelsächsischer Literatur wird diese Bernsteinvariation wegen ihres Vorkommens im Mündungsgebiet des Simeto bei Catania gelegentlich auch als Catanite bezeichnet. Da beide Flüsse aus Gewässern einer im Zentrum Siziliens gelegenen Gebirgslandschaft gespeist werden, liegt die Vermutung nahe, dass hier auch die Lagerstätte des Simetit zu suchen ist. In Berichten aus dem 18. Jahrhundert werden auch einige Fundorte erwähnt, die sich genau in dieser Gebirgslandschaft in Zentralsizilien befinden: In einem Dreieck, das aus den Ortschaften Petralia, Nicosia und Enna gebildet wird. Heute wird Simetit allerdings nur an der Ostküste Siziliens (nahe der Mündung des Simeto) und auch nur in kleinen Mengen gefunden.

## Alter
Aus den historischen Berichten über Simetit-Fundorte lässt sich das Herkunftsgebiet des fossilen Harzes soweit einschränken, dass seine Lagerstätte in Sedimenten vermutet wird, die im Oberen Miozän/Unteren Pliozän entstanden und in diesem Gebiet örtlich aufgeschlossen sind. Zu dieser Zeit, also vor etwa 6–5 Millionen Jahren, ereignete sich auch die Messinische Salinitätskrise, während der das Mittelmeer teilweise austrocknete und für einige Zeit Flächen freigab, auf denen sich eine Vegetation entwickeln konnte.
Funde eines dem Simetit sehr ähnlichen fossilen Harzes aus dem Apennin, das eindeutig oligozänen Alters ist, haben aber auch die Vermutung aufkommen lassen, das Harz aus dem Apennin und Simetit seien von gleicher Genese.

## Botanische Herkunft und organische Einschlüsse
Die botanische Herkunft des Simetit ist nicht bekannt. Allerdings deuten einige Befunde zu den (nicht sonderlich häufigen) organischen Einschlüssen die Möglichkeit an, dass es sich bei dem Harzspender um einen Laubbaum gehandelt haben könnte. Insbesondere die im Vergleich zu auf Koniferen zurückzuführenden fossilen Harze vergleichsweise häufig vorkommenden Walzenkäfer (Platypodidae) und Termiten, aber auch Einschlüsse von Angiospermen-Fragmenten nähren diese Vermutung. Chemische Analysen haben allerdings auch zu dem Vorschlag geführt, den Ursprung des Harzes auf einen Vertreter der Familie der Araukarien zurückzuführen.